# Colibri à queue verte
Talaphorus chlorocercus
Genre
Espèce
Répartition géographique
Statut de conservation UICN

 LC  : Préoccupation mineure
Statut CITES
Le Colibri à queue verte (Talaphorus chlorocercus), colibri tacheté ou mendigot à queue vert, est une espèce d'oiseaux de la famille des Trochilidae.

## Habitat
Le Colibri à queue verte occupe le stade pionnier de la régénération forestière occasionnée par le changement des larges cours d'eau amazoniens.  Il fréquente principalement les îles et dans une moindre mesure les rives des cours d'eau où l'habitat est propice.  Il place son nid dans les graminées du genre Gynerium.

## Distribution
Cet oiseau arpente les rivages de l'Amazone et de l'Ucayali.

## Référence
(en) « Neotropical Birds Online », Cornell Lab of Ornithology, 2 juillet 2011